# غالاتيستا
غالاتيستا (Γαλάτιστα) هي مدينة في هالكيديكي في مقاطعة فوريا إلادا في اليونان.

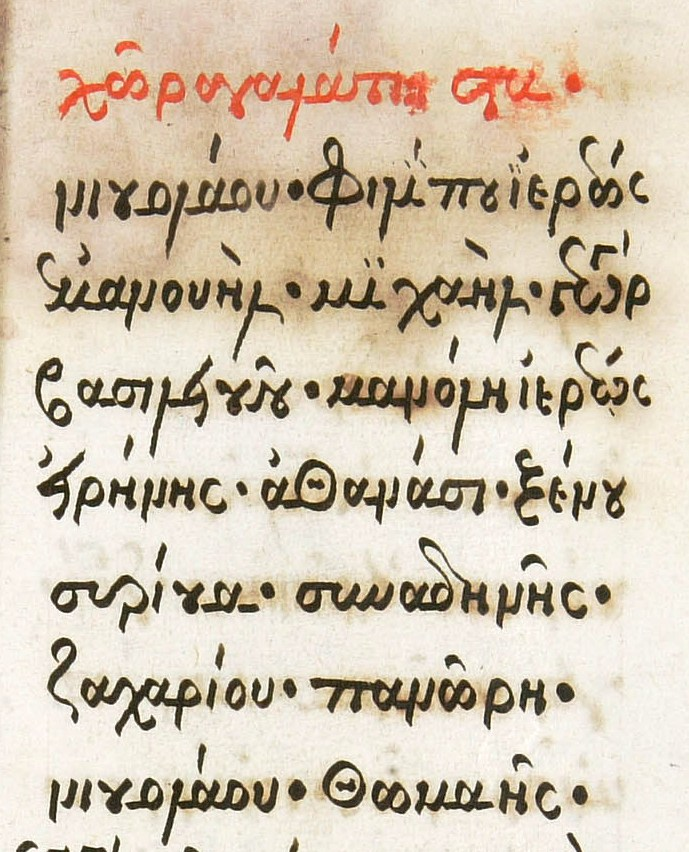
1732 التعداد

يبلغ عدد سكانها حوالي 2320 نسمة.